# Vallée du Mucuri
 (février 2025).
Si vous disposez d'ouvrages ou d'articles de référence ou si vous connaissez des sites web de qualité traitant du thème abordé ici, merci de compléter l'article en donnant les références utiles à sa vérifiabilité et en les liant à la section « Notes et références ».
La vallée du Mucuri est l'une des 12 mésorégions de l'État du Minas Gerais. Elle regroupe 23 municipalités groupées en 2 microrégions.

## Données
La région compte 370 203 habitants pour 20 081 km2.

## Microrégions[1]
La mésorégion de la vallée du Mucuri est subdivisée en 2 microrégions:
- Nanuque
- Teófilo Otoni